# Paradromulia intermedia
Paradromulia intermedia är en fjärilsart som beskrevs av George Thomas Bethune-Baker 1915. Paradromulia intermedia ingår i släktet Paradromulia och familjen mätare. Inga underarter finns listade i Catalogue of Life.